# Epilobium tetragonum subsp. tetragonum
Epilobium tetragonum subsp. tetragonum é uma subespécie de planta com flor pertencente à família Onagraceae. 
A autoridade científica da subespécie é L., tendo sido publicada em Sp. Pl. 348 (1753).
O seu nome comum é erva-bonita.

## Portugal
Trata-se de uma subespécie presente no território português, nomeadamente em Portugal Continental, no Arquipélago dos Açores e no Arquipélago da Madeira.
Em termos de naturalidade é nativa de Portugal Continental e do Arquipélago dos Madeira e introduzida no Arquipélago dos Açores.

## Protecção
Não se encontra protegida por legislação portuguesa ou da Comunidade Europeia.